# Meta Velander
Eva Margareta Velander, detta Meta (Danderyd, 13 agosto 1924 – Djursholm, 16 maggio 2025), è stata un'attrice e doppiatrice svedese.

## Biografia
Era figlia del professore Edy Velander. Iniziò a recitare quando frequentava il liceo; dopo aver compiuto la sua formazione artistica alla Kungliga Dramatiska Teaterns, lavorò all'Uppsala Stadsteater. 
Meta Velander è morta nel 2025, ultracentenaria.

## Vita privata
Fu sposata con l'attore Ingvar Kjellson fino alla morte di lui, avvenuta nel 2014.

## Filmografia

### Cinema
- Kungliga patrasket - regia di Hasse Ekman (1945) (non accreditata)
- Medan staden sover - regia di Lars-Eric Kjellgren (1950)
- Körkarlen - regia di Arne Mattsson (1958)
- Angeli alla sbarra (Domaren) - regia di Alf Sjöberg (1960)
- Älskande par - regia di Mai Zetterling (1964)
- Anderssonskans Kalle - regia di Arne Stivell (1972)
- Mannen som slutade röka - regia di Tage Danielsson (1972)
- Smekmånad - regia di Claes Lundberg (1972)
- Der Mann, der sich in Luft auflöste - regia di Péter Bacsó (1980)
- Marmeladupproret - regia di Erland Josephson (1980)
- S/Y Glädjen - regia di Göran du Rées (1989)
- Agnes Cecilia – En sällsam historia - regia di Anders Grönros (1991)
- Zorn - regia di Gunnar Hellström (1994)
- Deadline - regia di Colin Nutley  (2001)
- För kärleken - regia di Othman Karim (2010)
- Bäst före - regia di Mats Arehn (2013)
- Beck – Sista dagen - regia di Jörgen Bergmark (2016)

### Televisione
- Gumman som blev liten som en tesked, även kallad Teskedsgumman - serie TV (1967)
- Pippi Calzelunghe (Pippi Långstrump) - serie TV (1969)
- Röda rummet - serie TV (1970)
- Herrarna i hagen - serie TV (1973)
- Någonstans i Sverige - serie TV (1973)
- Huset Silfvercronas gåta - serie TV (1974)
- Svenska Sesam - serie TV (1981-1982)
- Spanarna - serie TV (1983)
- Kråsnålen - serie TV (1988)
- Allis med is - serie TV (1993)
- Rederiet - serie TV (1995)
- Esters testamente - serie TV (1995)
- Tartuffe – hycklaren - serie TV (1997)
- Skärgårdsdoktorn - serie TV (1997)
- Vänner och fiender - serie TV (1997)
- Pip-Larssons - serie TV (1998)
- Stackars Tom - serie TV (2002)
- Solbacken: Avd. E - serie TV (2003)
- Om ett hjärta - serie TV (2008)
- Den fjärde mannen - serie TV (2014)
- Älska mig - serie TV (2020)

## Doppiaggio
- Guendalina Bla Bla in Gli Aristogatti
- Medusa in Le avventure di Bianca e Bernie
- Orddu in Taron e la pentola magica
- Regina Maustarda in Basil l'investigatopo
- Mrs. Bric in La bella e la bestia, La bella e la bestia - Un magico Natale, Il mondo incantato di Belle
- Mrs. Hogenson in Gli Incredibili - Una "normale" famiglia di supereroi

## Riconoscimenti
- Litteris et Artibus (2002)